# Andrea Tafi
Andrea Tafi (nacido el 7 de mayo de 1966 en Fucecchio, Toscana), apodado Il Gladiatore (El gladiador) es un exciclista italiano, profesional entre los años 1989 y 2005.
Se especializó en la disputa de clásicas, siendo dos veces tercero de la Copa del Mundo de ciclismo y ganando en tres de los cinco Monumentos del ciclismo.
El 24 de julio de 2013 su nombre apareció en el informe publicado por el senado francés como uno de los treinta ciclistas que habrían dado positivo en el Tour de Francia 1998 con carácter retrospectivo, ya que analizaron las muestras de orina de aquel año con los métodos antidopaje actuales.

## Palmarés
| 1989 - 1 etapa de la Vuelta a Murcia - 1 etapa del Tour de Luxemburgo 1990 - 1 etapa del Kellogg's Tour 1991 - Giro de Lazio 1994 - G. P. de Fourmies 1995 - 3.º en el Campeonato de Italia en Ruta 1996 - Giro de Lombardía - París-Bruselas - Giro de Lazio - Coppa Placci - Trofeo Melinda 1997 - 3º en la Copa del Mundo - Coppa Sabatini - Rochester International Classic - Gran Premio de Fourmies - 2 etapas del Tour de Langkawi | 1998 - Campeonato de Italia en Ruta - 3º en la Copa del Mundo - 1 etapa del Tour de Langkawi - Coppa Agostoni - Giro de Lazio - Gran Premio Ciudad de Camaiore 1999 - París-Roubaix - Giro del Piamonte 2000 - París-Tours 2001 - 1 etapa de la Vuelta a Burgos 2002 - Tour de Flandes |

## Resultados

### Grandes Vueltas
| Carrera         | 1989 | 1990 | 1991 | 1992 | 1993  | 1994 | 1995 | 1996 | 1997 | 1998 | 1999 | 2000 | 2001 | 2002  | 2003 | 2004 | 2005 |
| --------------- | ---- | ---- | ---- | ---- | ----- | ---- | ---- | ---- | ---- | ---- | ---- | ---- | ---- | ----- | ---- | ---- | ---- |
| Giro de Italia  | -    | Ab.  | Ab.  | -    | Ab.   | -    | 35.º | -    | -    | -    | 80.º | -    | -    | -     | -    | -    | -    |
| Tour de Francia | -    | -    | -    | -    | 128.º | -    | 39.º | 45.º | 57.º | 42.º | -    | -    | -    | 106.º | -    | -    | -    |
| Vuelta a España | -    | -    | -    | 98.º | -     | -    | -    | -    | -    | -    | 29.º | 74.º | -    | -     | -    | -    | -    |

### Clásicas, Campeonatos y JJ. OO.
| Carrera               | Carrera               | 1989 | 1990  | 1991  | 1992  | 1993  | 1994  | 1995 | 1996 | 1997 | 1998  | 1999 | 2000 | 2001 | 2002 | 2003  | 2004  | 2005 |
| --------------------- | --------------------- | ---- | ----- | ----- | ----- | ----- | ----- | ---- | ---- | ---- | ----- | ---- | ---- | ---- | ---- | ----- | ----- | ---- |
| Omloop Het Nieuwsblad | Omloop Het Nieuwsblad | —    | —     | —     | —     | —     | —     | —    | —    | —    | —     | —    | —    | —    | —    | Ab.   | —     | —    |
|                       | Milan San Remo        | —    | 81.º  | 134.º | 105.º | 95.º  | 88.º  | 41.º | 36.º | 76.º | 145.º | 57.º | 73.º | 88.º | —    | 120.º | 159.º | Ab.  |
| E3 Harelbeke          | E3 Harelbeke          | —    | —     | —     | 46.º  | 62.º  | —     | —    | —    | —    | —     | —    | —    | —    | —    | —     | —     | —    |
| Gante-Wevelgem        | Gante-Wevelgem        | —    | —     | —     | 53.º  | 33.º  | —     | 26.º | 50.º | 46.º | 20.º  | 76.º | 39.º | —    | Ab.  | 46.º  | —     | Ab.  |
|                       | Tour de Flandes       | —    | —     | —     | —     | 84.º  | —     | 35.º | 15.º | 26.º | 44.º  | 41.º | 22.º | 62.º | 1.º  | 47.º  | —     | 69.º |
| Scheldeprijs          | Scheldeprijs          | —    | —     | —     | —     | —     | —     | —    | —    | —    | —     | —    | 59.º | —    | —    | —     | —     | —    |
|                       | París-Roubaix         | —    | —     | 77.º  | 79.º  | —     | —     | 14.º | 3.º  | 19.º | 2.º   | 1.º  | 10.º | 27.º | 17.º | 5.º   | 43.º  | 42.º |
| Amstel Gold Race      | Amstel Gold Race      | —    | —     | 91.º  | 80.º  | 44.º  | —     | 40.º | —    | 2.º  | 30.º  | 59.º | 31.º | Ab.  | Ab.  | —     | —     | —    |
|                       | Lieja-Bastoña-Lieja   | —    | —     | —     | —     | —     | —     | —    | —    | 66.º | —     | —    | 65.º | —    | —    | —     | —     | —    |
| EuroEyes Classics     | EuroEyes Classics     | —    | —     | —     | —     | —     | —     | —    | —    | —    | 49.º  | 55.º | 81.º | —    | 53.º | 143.º | —     | —    |
| Clásica San Sebastián | Clásica San Sebastián | —    | —     | —     | —     | —     | —     | —    | —    | 13.º | 4.º   | —    | —    | —    | —    | —     | —     | —    |
| Bretagne Classic      | Bretagne Classic      | —    | —     | —     | —     | —     | —     | —    | —    | —    | —     | —    | 61.º | —    | 10.º | —     | —     | —    |
| Campeonato de Zúrich  | Campeonato de Zúrich  | —    | 85.º  | —     | —     | —     | 43.º  | 42.º | 13.º | 14.º | 4.º   | 37.º | —    | —    | Ab.  | —     | —     | —    |
| París-Tours           | París-Tours           | —    | 127.º | —     | 35.º  | 119.º | 118.º | —    | 51.º | 16.º | —     | —    | 1.º  | 72.º | —    | —     | 61.º  | —    |
|                       | Giro de Lombardía     | —    | —     | 70.º  | —     | —     | —     | —    | 1.º  | 7.º  | 10.º  | 30.º | 25.º | 31.º | —    | —     | Ab,   | —    |
| Mundial en Ruta       | Mundial en Ruta       | —    | —     | —     | —     | —     | —     | —    | 6.º  | 20.º | 8.º   | 11.º | —    | —    | —    | —     | —     | —    |
| Italia en Ruta        | Italia en Ruta        | —    | —     | —     | —     | —     | 3.º   | —    | —    | 1.º  | —     | —    | —    | —    | —    | —     | —     |      |

-: no participa 

Ab.: abandono